# Toni Simon
Toni Simon (née Anton Simon; 15 mars 1887 - 28 janvier 1979) est une femme trans allemande ayant exercé une grande variété de métiers, notamment propriétaire du Café 4711 à Essen, un lieu de rencontre pour « travestis ». Elle est aussi victime de persécutions sous le régime nazi et essaie d'obtenir réparation entre 1949 et 1952 . Elle est active dans les cercles homosexuels au cours des années 1950 et 1960, dans la région de Stuttgart.

## Biographie

### Jeunesse
Simon passe son enfance en Thuringe sous le nom d'Anton; dès son plus jeune âge, elle porte des vêtements de filles, et se réjouit de faire le travail ménager. A l'âge de 17 ans, elle choisit de faire son service militaire dans la cavalerie, craignant que sa démarche féminine attire les moqueries si elle rejoint l'infanterie (elle est tout de même l'objet de moqueries). Après trois ans de services, elle exerce une variété de métiers dans une usine à vélo, dans des tanneries et des brasseries, et dans la construction de ponts. En 1908, elle épouse une femme qui lui donne cinq enfants. Au début de la Première Guerre mondiale, alors qu'elle tient un commerce de presse, elle est conscrite dans l'armée.

### Sous la République de Weimar
Après la guerre, en 1918, Simon ouvre un restaurant dans la région de la Ruhr; en 1923, elle ouvre le Café 4711 dans la ville d'Essen (Segerothstraße). Ce café joue le rôle de lieu de réunion pour les travestis de la ville (neuer Damenklub). Simon est arrêtée plusieurs fois pour vente illégale d'alcool dans le cadre de cet établissement. Elle se sépare de sa femme en 1927, avec un divorce officiel en 1932; cette même année, Simon doit fermer le Café 4711 pour raisons économiques.
Simon reçoit en 1928 un certificat de travestissement (Transvestitenschein), délivré par la police locale, qui lui donne la permission de porter des vêtements de femme en public. A la fin de l'année suivante, elle doit se présenter devant un tribunal d'Essen pour répondre de l'accusation de  « grober Unfug » (trouble à l'ordre public), parce qu'elle porte des vêtements féminins en public. Elle se présente à l'audience en talons et en robe, ce pour quoi le juge impose une amende de 100 marks; pour autant, son affaire est abandonnée, la justice concédant qu'elle ne peut pas poursuivre des individus pour des actions pour lesquelles la police elle-même produit des certificats. Ce procès a un retentissement national, et Simon elle-même écrit une lettre dans la rubrique trans du magazine lesbien Die Freundin ("Die Welt der Transvestiten") à propos de ces événements.
Au début des années 1930, Simon entre en contact avec Elsbeth Ebertin, l'une des premières femmes astrologues, qui a écrit un livre sur l'homosexualité (Auf Irrwegen der Liebe, 1909) dans lequel elle inclut les travestis. Celle-ci, sur la base de lettres et de photographies transmises par Simon, écrit un livre à son propos, incluant deux photographies et publié à Hambourg: Mann oder Frau! Das Schicksal einer Abenteurer-Natur (Homme ou Femme! Le destin d'une nature aventurière).

### Pendant la période nazie
L'arrivée des nazis au pouvoir entraîne l'annulation du certificat de travestissement de Simon, comme c'est le cas pour de nombreux travestis,. Elle émigre en Espagne, mais revient en Allemagne au début de la Guerre Civile; elle est alors de nouveau victime de poursuites judiciaires, pour avoir insulté le gouvernement; jugée le 23 octobre 1937 pour Heimtücke (injure à caractère politique), elle est condamnée à un an de prison, qu'elle purge à la prison de Rottenburg am Neckar. Elle obtient l'amnistie en 1938, mais est de nouveau condamnée à la fin de l'année 1939 à six mois de prison, purgés à la prison de Welzheim, qui a été convertie en camp de concentration en 1935.

### Après la Seconde Guerre Mondiale
En 1949, Toni Simon demande à l'état allemand des compensations pour le temps passé en prison ainsi que pour son exil, dans le cadre de la loi sur les réparations. La procédure se prolonge jusqu'en 1952 et Simon est déboutée, notamment à cause de ses condamnations antérieures à 1933.
Dans les années 1950, Simon, qui vit dans une caravane dans la région de Stuttgart, est proche du cercle de militants homosexuels Kameradschaft die Runde, qui lutte contre la criminalisation des actes homosexuels inscrite dans le paragraphe 175. Pendant ces années, elle fait aussi de la contrebande de pornographie homosexuelle et bisexuelle, en faisant passer des magazines du Danemark à l'Allemagne (ce qui lui permet aussi d'améliorer sa retraite).
Pour son 70ème anniversaire, Simon crée un collage intitulé Mein Leben im Bild (« Ma Vie en images») qui utilise des photographies prises tout au long de sa vie.
Elle meurt le 27 janvier 1979 à Ludwigsburg près de Stuttgart.